# Kitty Kuo
Kitty Kuo (* 20. Jahrhundert als Hui-Chen Kuo; verheiratete Hui-Chen Kuo Thomas) ist eine professionelle taiwanische Pokerspielerin.

## Persönliches
Kuo stammt aus Taipeh. Sie besuchte die Taipei City University of Science and Technology und die Chiao-Tung-Nationaluniversität. Kuo war bis zum Jahr 2022 mit Russell Thomas, dem Viertplatzierten der Poker-Weltmeisterschaft 2012, verheiratet und lebte mit ihm in Las Vegas.

## Pokerkarriere
Kuo spielt seit März 2012 Onlinepoker. Sie nutzt auf der Plattform kittymstar den Nickname kittymstar. Darüber hinaus spielt sie bei Natural8 und GGPoker unter ihrem echten Namen und wird von diesem Netzwerk gesponsert. Mit Turnierpoker hat sich Kuo online mehr als 220.000 US-Dollar erspielt.
Ihre erste Geldplatzierung bei einem Live-Turnier erzielte sie im November 2007 in Taipa. Kuos erster großer Erfolg war der Sieg beim Main Event des PokerStars Macau Poker Cup Ende Oktober 2009 in Macau mit einer Siegprämie von umgerechnet rund 70.000 US-Dollar. Mitte April 2010 gewann sie das Ladies Event beim Circuit der World Series of Poker im Caesars Palace am Las Vegas Strip und damit knapp 7500 US-Dollar sowie einen Curcuitring. Im Juni 2011 war Kuo erstmals bei der Hauptturnierserie der World Series of Poker (WSOP) im Rio All-Suite Hotel and Casino am Las Vegas Strip erfolgreich und kam bei einem Shootout-Turnier in der Variante No Limit Hold’em ins Geld. Anfang Oktober 2011 erreichte sie zum ersten Mal beim Main Event der European Poker Tour (EPT) die Geldränge und belegte in London den 59. Platz. Beim Main Event der Hollywood Poker Open belegte sie  Ende Juni 2014 den dritten Platz, was Kuo über 140.000 US-Dollar einbrachte. Im Juni 2015 erreichte sie erstmals einen WSOP-Finaltisch und beendete ein Shootout-Event auf dem mit rund 80.000 US-Dollar dotierten vierten Platz. Ende Januar 2016 kam sie beim Main Event der Aussie Millions Poker Championship in Melbourne an den Finaltisch und erhielt für ihren sechsten Platz ein Preisgeld von 270.000 Australischen Dollar. Bei der WSOP 2016 war Kuo erstmals beim Main Event erfolgreich und belegte den 839. Platz, der mit rund 16.000 US-Dollar bezahlt wurde. Bei der EPT in Barcelona erreichte sie im August 2016 bei einem Side-Event einen Finaltisch und sicherte sich dadurch über 100.000 Euro. Ende Januar 2018 wurde Kuo bei der A$25.000 Challenge der Aussie Millions Vierte und erhielt knapp 250.000 Australische Dollar. Ende Mai 2018 erreichte sie beim Main Event der World Poker Tour im Aria Resort & Casino am Las Vegas Strip den Finaltisch und belegte hinter Darren Elias den zweiten Platz, der Kuo rund 250.000 US-Dollar zusicherte. Bei der WPT im Venetian Resort Hotel am Las Vegas Strip wurde die Taiwanerin Anfang Juli 2021 Sechste und erhielt knapp 200.000 US-Dollar. Anfang August 2023 belegte sie bei der Seminole Hard Rock Poker Open Championship in Hollywood im US-Bundesstaat Florida den vierten Platz und sicherte sich aufgrund eines Deals mit drei anderen Spielern ihr bislang höchstes Preisgeld von rund 480.000 US-Dollar.
Insgesamt hat sich Kuo mit Poker bei Live-Turnieren knapp 3,5 Millionen US-Dollar erspielt und zählt damit zu den erfolgreichsten Frauen nach Turnierpreisgeld. Von April bis November 2016 spielte sie als Teil von San Francisco Rush in der Global Poker League und kam mit ihrem Team bis in die Playoffs.